# 王之柱
王之柱，字砥中，南直隶常州府武進縣人，明朝政治人物、進士出身。

## 生平
萬曆四十年（1612年）壬子科應天鄉試舉人，四十七年（1619年）己未科進士，大理寺觀政，初授福建將樂知縣，天啓四年本省同考，五年考选，授工部都水司主事，六年升员外郎，管濟寧河道，历官工部郎中、南阳知府，崇祯四年大计，会举卓异，五年正月升福建按察司副使，养病称病归。两岁失怙，母毛氏教训成立。举进士，即具疏母氏苦节，奉旨建坊旌表。初令将乐，有异政，守南阳，擢观察，惠政益多，凡居官所至，奉母孝养不衰，乡党宗族称之。

## 家族
曾祖王文炳，官生，應天府經歷。祖父王承緒。父王家度，贈奉直大夫员外郎。母毛氏。